# Heckler & Koch HK45
A Heckler & Koch HK45 (Heckler & Koch, .45 ACP) é uma pistola semiautomática projetada pela fabricante alemã de armas de fogo Heckler & Koch.

## Visão geral
A HK45 foi projetada para atender aos requisitos estabelecidos no programa militar dos EUA Joint Combat Pistol (JCP), que tinha o objetivo de armar as Forças Armadas dos EUA com uma pistola semiautomática .45 ACP em vez da pistola M9 de 9mm. O programa Joint Combat Pistol foi suspenso por tempo indeterminado em 2006, e a pistola M9 permaneceu como arma padrão das Forças Armadas dos EUA (substituída pela SIG P320 em janeiro de 2017). Embora o programa Joint Combat Pistol tivesse terminado, a HK decidiu disponibilizar a HK45 no mercado comercial, bem como para grupos policiais e militares. A Heckler & Koch, juntamente com Larry Vickers, um ex-operador da Delta Force, e Ken Hackathorn, lideraram o desenvolvimento da HK45 para atender aos requisitos do programa Joint Combat Pistol, que foi cancelado devido ao preço de rearmar todos os militares.
A HK45 representa um avanço evolutivo da Heckler & Koch USP e compartilha os mesmos princípios operacionais dessa arma. Está disponível nas mesmas dez variantes que a USP. A HK45 é uma pistola de tamanho normal, mas um esforço significativo foi feito para torná-la mais ergonômica do que a HK USP de tamanho completo, disponível com munição .45 ACP, incorporando recursos na Heckler & Koch P2000. Isso inclui um retém do ferrolho ambidestro estendido, cabo ergonômico texturizado com ranhuras para os dedos e talas de empunhadura traseiras intercambiáveis para caber em mãos de tamanhos diferentes. O cabo e as talas traseiras mais recentes permitem que a pistola fique em uma posição mais inferior na palma da mão, contribuindo para maior controle da arma e gerenciamento de recuo. Para acomodar o cabo menor e mais ergonômico, a HK45 tem uma capacidade de carregador de 10 cartuchos versus 10 cartuchos para a USP45. A HK45 também adicionou serrilhas na parte frontal do ferrolho, um trilho Picatinny na frente do guarda-mato para montagem de acessórios, e um cano poligonal O-ring semelhante ao dos modelos USP Expert, Match e Mark 23 para um trancamento mais consistente do ferrolho e cano durante o ciclo e maior precisão.
Pelo menos uma HK45C Tactical foi usada na Operação Lança de Neptuno, que resultou na morte de Osama Bin Laden.
A HK45 é também a primeira arma a ser fabricada nas novas instalações da Heckler & Koch em Newington, Nova Hampshire.

## Variantes
A Heckler & Koch também fabrica a HK45 Compact (HK45C), que pode usar um carregador de 8 ou 10 cartuchos. A HK45C apresenta os mesmos aprimoramentos que a HK45 de tamanho normal, mas possui um cabo reto mais convencional semelhante ao da Heckler & Koch P2000. Esse design ainda permite ao usuário personalizar o tamanho do cabo através de talas de empunhadura traseiras intercambiáveis.
A HK45 Tactical (HK45T) e a HK45 Compact Tactical (HK45CT) também estão disponíveis; essas variantes incluem incluem um cano rosqueado estendido para silenciadores, e alça e massa de mira de trítio. Canos rosqueados  estendidos compatíveis com a HK45 e a HK45C também estão disponíveis para compra na Heckler & Koch USA.

## Utilizadores
- Austrália: A HK45 foi adotada pelo Grupo de Resposta Tática da Polícia Ocidental Australiana em 2008.[8]
- Singapura: Variante desconhecida foi adquirida para uso pelas forças especiais.[carece de fontes?]
- Estados Unidos: A HK45C / HK45CT foi adotada pelo Comando Naval de Operações Especiais da Marinha dos Estados Unidos[9] sob a designação Mk 24 Mod 0.[10]
Também adotada pelo Departamento de Polícia de Fort Lee em 2013[carece de fontes?] e pela Polícia Estadual do Maine em 19 de junho de 2011.[carece de fontes?]

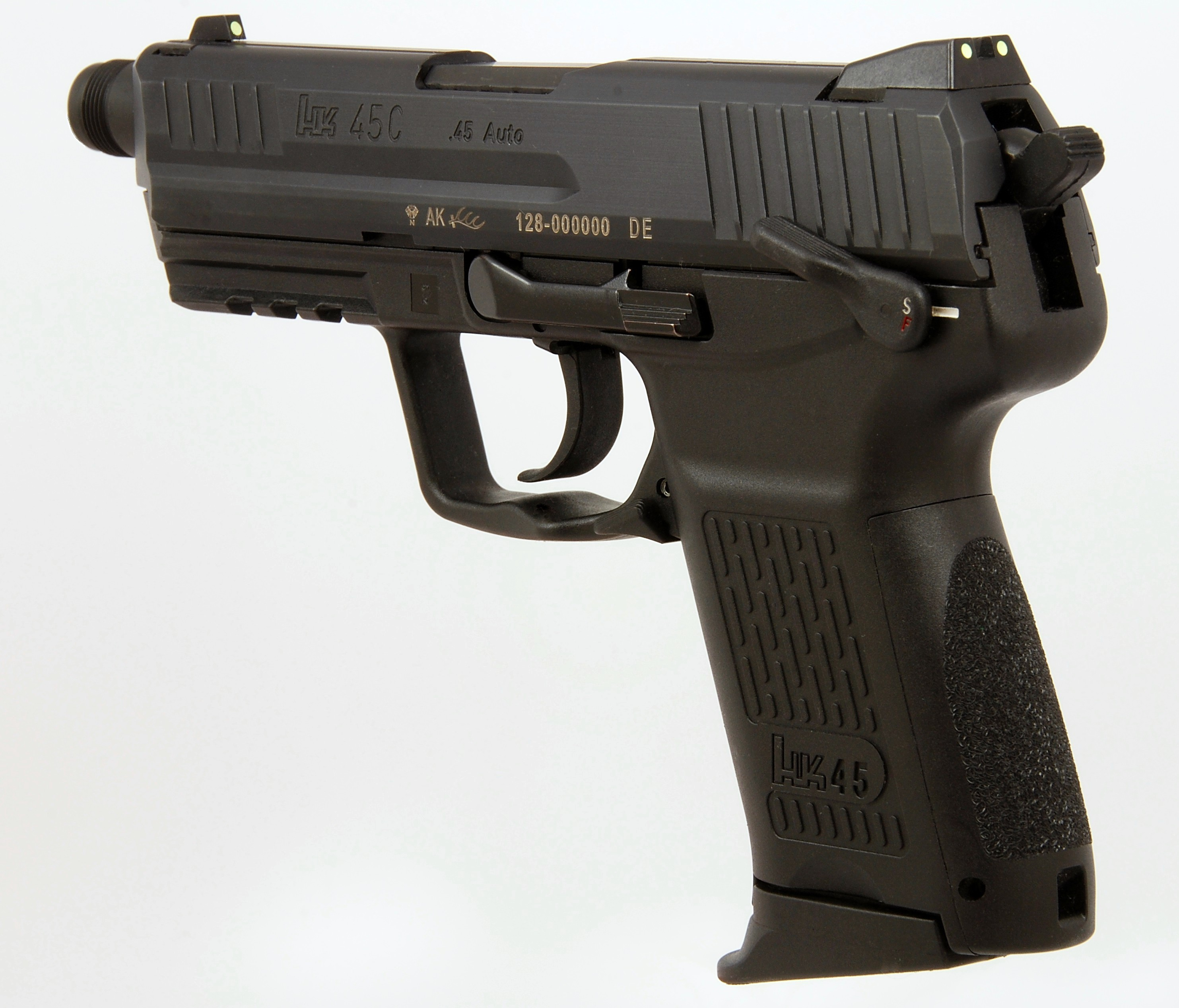
HK45C Tactical (note o cano rosqueado)